# Luiste
Luiste es una localidad del municipio de Märjamaa en el condado de Rapla, Estonia, con una población censada a final del año 2011 de 38 habitantes. 
Se encuentra ubicada al oeste del condado, cerca de la frontera con los condados de Lääne y Harju.